# Michel Knuysen
Michel Knuysen   (Wijnegem, 25 d'octubre de 1929 - Anvers, 6 de maig de 2013) fou un remer belga que va competir durant la dècada de 1950.
El 1952 va prendre part en els Jocs Olímpics d'Estiu de Hèlsinki, on guanyà la medalla de plata en la prova del dos sense timoner del programa de rem. Va fer parella amb Robert Baetens. Quatre anys més tard, als Jocs de Hèlsinki, quedà eliminat en sèries en la mateixa prova. En el seu palmarès també destaquen quatre medalles al Campionat d'Europa de rem, una d'or, dues de plata i una de bronze entre les edicions de 1951 i 1956, sempre en el dos sense timoner.